# MP3-afspiller
 Der er for få eller ingen kildehenvisninger i denne artikel, hvilket er et problem. Du kan hjælpe ved at angive troværdige kilder til de påstande, som fremføres i artiklen.

En MP3-afspiller er en diminutiv elektronisk enhed, der er i stand til at afspille musik i et komprimeret format.
Det mest populære lyd-format er MP3, men flere apparater er også i stand til at dekode Ogg- og Wma-formater.
Musikken kopieres til MP3-afspilleren fra en pc via en USB-linje og har normalt et hukommelseskort, der rummer fra 32 MB op til omkring 160 GB. Da et normalt musiknummer fylder omkring 3 MB, giver det mulighed for en lokal lagring af mellem 10-30.000 numre svarende til 1-3.000 Cd'er.
Visse modeller er også i stand til at fungere som FM-radio og diktafon, idet de kan optage lyd fra radio-delen eller en indbygget mikrofon.
Man lytter normalt via hovedtelefoner, men afspilleren kan kobles til en pc eller forstærker, som kan formidle musikken.
- Wikimedia Commons har flere filer relateret til MP3-afspiller

| Lyd og billede | Spire Denne artikel om billed- og lydteknologi er en spire som bør udbygges. Du er velkommen til at hjælpe Wikipedia ved at udvide den. |